# Nerine ridleyi
Nerine ridleyi là một loài thực vật có hoa trong họ Amaryllidaceae. Loài này được E.Phillips mô tả khoa học đầu tiên năm 1913.